# Тераковская, Дорота

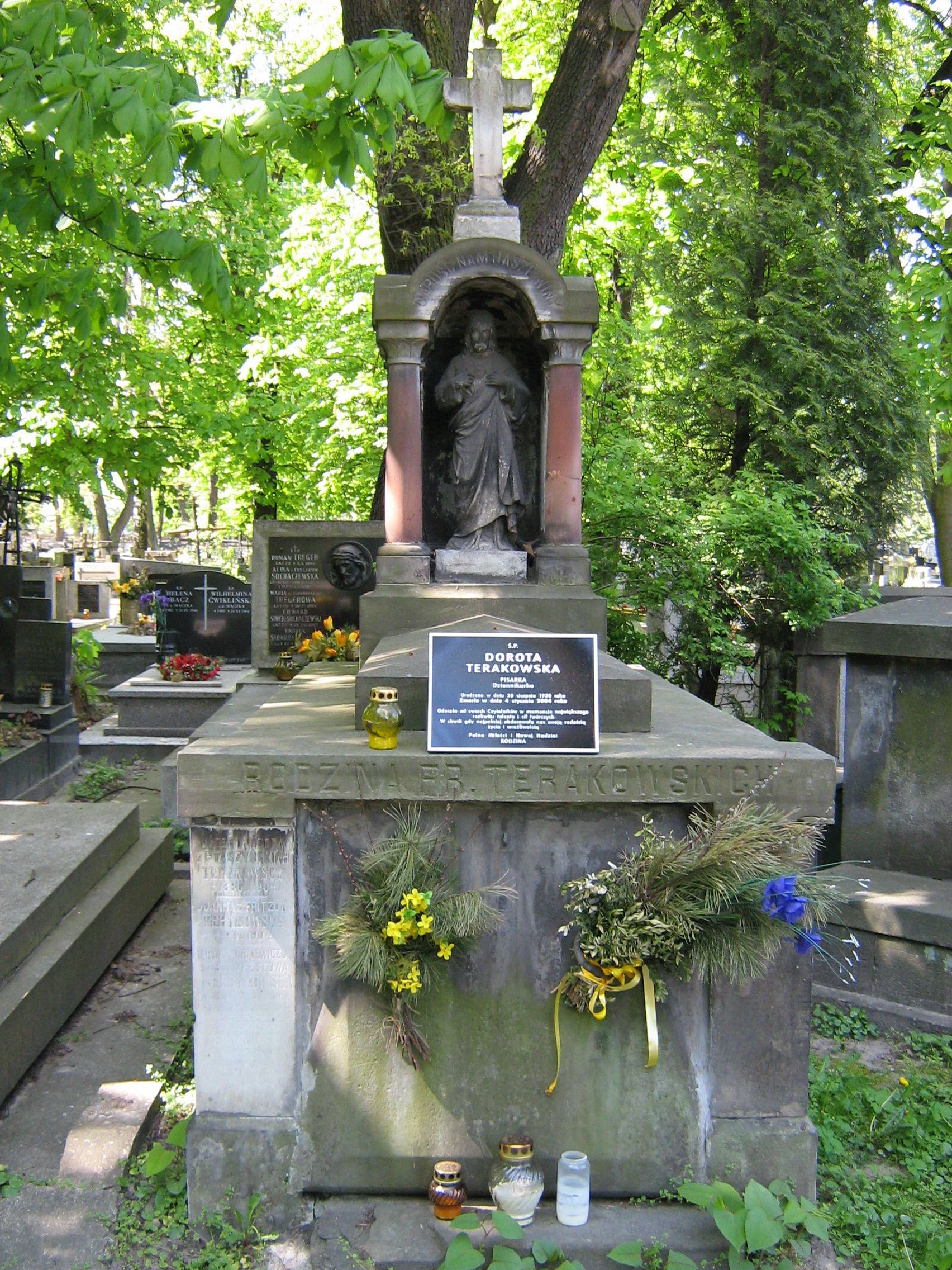
Могила писательницы на Раковицком кладбище

Дорота Тераковская, настоящее имя — Барбара Розалия Тераковская, (пол. Dorota Terakowska, пол. Barbara Rozalia Terakowska; 30 августа 1938, Краков — 4 января 2004, там же) — популярная польская писательница и журналистка.

## Биография
До 1965 изучала социологию в Ягеллонском университете в Кракове. В 1965—1968 научный сотрудник отдела социологии культуры. Участвовала в создании клуба «Кузница».
Затем в течение ряда лет работала публицистом и редактором в газетах и журналах «Gazeta Krakowska» (1969—1981 и с 1991), «Przekrój» (1976—1989) и «Zeszyty Prasoznawczy» (1983—1989).
Была в числе основателей журнала «Czas Krakowski» (1990). В 1995—1999 — вице-президент журналистского объединения «Przekrój».
Член объединения польских журналистов (1971—1981), объединения польских писателей (с 1989) и Союза театральных авторов и композиторов (с 1982).
Умерла в 2004 в Кракове. Похоронена на Раковицком кладбище.
Дочь Тераковской Малгожата Шумовская — успешный режиссёр, автор сценария к фильму «Оно».

## Творчество
Автор ряда статей и репортажей, книг для взрослых и детей и юношества, ставших детскими бестселлерами, произведений в жанре фантастики.
До 48 лет работала журналисткой, дебютировала в 1986, когда вышла её первая книга «Сумасшедшее путешествие бабушки Бригиды по Кракову».

## Избранная библиография
- сборник репортажей «Генеральная проба» (1986),
- «Жевательная резинка» (1986),
- «Дочь волшебниц» (1992) (внесена в Почётный список IBBY),
- «Зеркало пана Гримса» (1995),
- «Одиночество богов» (1998),
- «Там, где падают ангелы» (1999),
- «В стране кота»
- роман «Личинка» и повесть «Оно» и др.

## Награды
Дорота Тераковская — лауреат литературных премий в номинации «литература для детей и юношества». В апреле 2003 за повесть «Оно» удостоена Краковской премии «Лучшая книга месяца».